# شهرستان کلهون (کارولینای جنوبی)
شهرستان کلهون، کارولینای جنوبی (به انگلیسی: Calhoun County, South Carolina) یک سکونتگاه مسکونی در ایالات متحده آمریکا است که در کارولینای جنوبی واقع شده‌است.

## خصوصیات
شهرستان کلهون ۱٬۰۱۵٫۲۸ کیلومترمربع مساحت دارد.